# Roudouallec

Roudouallec este o comună în departamentul Morbihan, Franța. În 1 ianuarie 2022 avea o populație de 715 de locuitori.